# Сукма
Сукма́ (рос. Сукма, марій. Сукма) — присілок у складі Марі-Турецького району Марій Ел, Росія. Входить до складу Хлібниковського сільського поселення.

## Населення
Населення — 226 осіб (2010; 234 у 2002).
Національний склад (станом на 2002 рік):
- росіяни — 38 %
- татари — 30 %
- удмурти — 28 %